# Mount Cunningham
Mount Cunningham är ett berg i Sydgeorgien och Sydsandwichöarna (Storbritannien). Det ligger i den nordvästra delen av Sydgeorgien och Sydsandwichöarna. Toppen på Mount Cunningham är 1 218 meter över havet, eller 587 meter över den omgivande terrängen. Bredden vid basen är 13,5 km.
Terrängen runt Mount Cunningham är kuperad. Havet är nära Mount Cunningham åt sydväst.  Det finns inga samhällen i närheten. Trakten runt Mount Cunningham består i huvudsak av gräsmarker.